# Öffentliche Verwaltung in Namibia
Die öffentlichen Verwaltungsstrukturen in Namibia basieren auf Kapitel 12, Artikel 102-11 der namibischen Verfassung. Hauptstadt und Sitz der namibischen Regierung ist Windhoek.
Von der Unabhängigkeit Namibias 1990 bis zur Verabschiedung des Regional Councils Act (Nr. 22) und Local Authorities Act (Nr. 23) – jeweils 1992 – entsprach die Verwaltungs- und Gebietsgliederung denen Südwestafrikas zu Zeiten des südafrikanischen Mandats bis 1946 und der südafrikanischen Besatzung bis 1989.

## Verwaltungsstruktur seit 1992

### Gesetzliche Grundlagen
Die namibische Verfassung legt Grundsätze der regionalen Verwaltungsstrukturen fest, dass es Regionen ('Regional Authority') gibt, die jeweils über einen Regionalrat (englisch 'Regional Council') verfügen. Diese Regionalregierungen werden mindestens alle fünf Jahre in freier Wahl bestimmt. Bis zum 5. August 2010 betrug die Legislaturperiode auf regionaler ebene sechs Jahre.
Alle Verwaltungsgebiete wurden ausdrücklich und explizit nur auf Grundlage geographischer Gegebenheiten angelegt und nicht auf Grundlage von ethnischer Verbreitung. Deshalb trägt auch keines der Verwaltungsgebiete den Namen einer Rasse, Ethnie oder Bevölkerungsgruppe. Deshalb heißt die Region Kavango offiziell eigentlich Okavango, da die Kavango eine Ethnie darstellen.
Die Verfassung legt zudem fest, dass es zwischen sechs und zwölf Wahlkreise ('Constituency') je Region geben soll, die jeweils ein Ratsmitglied ('Councilor') in den Regionalrat entsenden und jeweils einer dieser Councilors wiederum als Vertreter für den Nationalrat gewählt wird. Des Weiteren soll es Lokalverwaltungen ('Local Authority') geben, die jeweils über einen Lokalrat ('Local Council') verfügen, der durch freie Wahl bestimmt wird. Diese Lokalverwaltungen sind untergliedert in
- Stadtgemeinden ('Municipality') mit eigenem, frei gewählten Rat mit sieben bis 15 Mitgliedern
- Städte ('Town') mit eigenem, frei gewählten Rat mit sieben bis zwölf Mitgliedern
- Dörfer ('Villages') mit eigenem, frei gewählten Rat mit fünf bis sieben Mitgliedern
- sowie weitere Organe und Einrichtungen der Lokalverwaltung

Außerdem wird ein Rat der traditionellen Führer ('Council of Traditional Leaders') unabhängig von geographischen Grenzen innerhalb Namibias gegründet.
Zudem legt die Verfassung fest, dass das Parlament von Namibia die genauere Auslegung der Verfassung in Hinblick auf Verwaltungsstrukturen vornehmen soll. Dieses wurde anhand des Regional Councils Act (Regionalverwaltungsordnung) und Local Authorities Act (Lokalverwaltungsordnung) durchgeführt. Änderungen an den dort festgelegten Gemeinden, Städten, Dörfern und Siedlungen werden durch Regierungserklärungen ('Government Gazette') bekanntgegeben.

### Regionale Verwaltung
Die regionale Verwaltung Namibias ist im Regional Councils Act von 1992, der zuletzt 2010 angepasst wurde, festgeschrieben.
Demnach gibt es in Namibia 14 Regionen, die jeweils einen Verwaltungssitz haben und in Wahlkreise unterteilt sind.
→ Siehe auch: Regionen von Namibia
Zu den letzten inhaltlichen Änderung der Anhänge des Regional Councils Act, in denen die Regionen und ihre Verwaltungssitze sowie Wahlkreise festgeschrieben sind, war die Ernennung von Omuthiya zum Verwaltungssitz der Region Oshikoto im Jahre 2008. Die letzte Änderung 2010 beinhaltet unter anderem die Vorgabe, dass alle Regionalgouverneure, als Vorsitzende der Regionalräte fortan vom Staatspräsidenten ernannt werden.

### Lokale Verwaltung
→ Siehe: Kommunalverwaltung (Namibia)

### Traditionelle Verwaltung
→ Siehe: Traditionelle Verwaltung (Namibia)

## Verwaltungsstruktur zur südafrikanischen Zeit
→ Siehe: Homelands in Südwestafrika
Von 1921 bis 1989 bestand die Verwaltungsstruktur aus 15 Distrikten und zehn teilweise autonomen Homelands.

## Verwaltungsstruktur DSWA

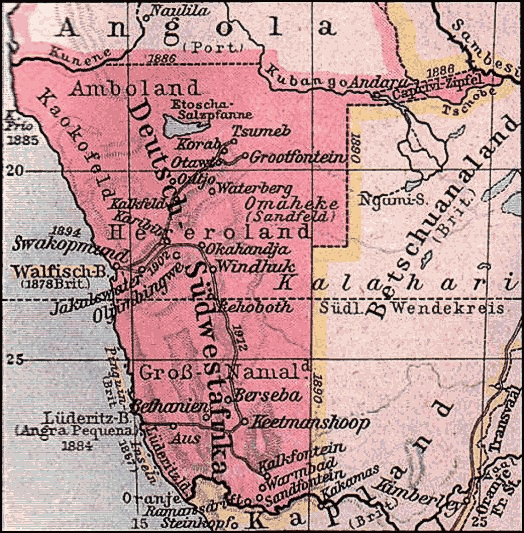
Karte von Deutsch-Südwestafrika

Von 1884 bis 1914/1919 wurde Deutsch-Südwestafrika (DSWA) als Schutzgebiet verwaltet. Es gab 1901 fünf Bezirksämter, 1906 neun und 1913 insgesamt zwölf Bezirksämter mit 43 Verwaltungsbeamten. Walvis Bay war zu dieser Zeit Teil der Kapkolonie (ab 1910 Teil der Südafrikanischen Union) und somit britische Kolonie.
Die Verwaltung des Schutzgebiets saß 1885 bis 1891 in Otjimbingwe, wurde aber dann mit Fertigstellung der Alten Feste nach Windhoek verlegt und befand sich 1915 kurzfristig in Grootfontein.